# Альтенбойтен
Альтенбойтен (нім. Altenbeuthen) — громада в Німеччині, розташована в землі Тюрингія. Входить до складу району Заальфельд-Рудольштадт.
Площа — 7,87 км2. Населення становить 213 ос. (станом на 31 грудня 2021).